# Arbeidernes kommunistparti

Parteilogo

Arbeidernes Kommunistparti (AKP; Die Kommunistische Partei der Arbeiter), ehemals Arbeidernes Kommunistparti (marxist-leninistene) (AKP(m-l)); Die Kommunistische Partei der Arbeiter (Marxisten-Leninisten) war eine marxistisch-leninistische Partei in Norwegen (1973–2007).
Am 10. März 2007 fusionierte die AKP mit der Rød Valgallianse (RV) zur Partei Rødt.

## Geschichte
Die AKP (m-l) wurde am 18. Februar 1973 als maoistisch ausgerichtete Partei gegründet. Sie ging hauptsächlich aus dem Jugendverband (Sosialistisk Ungdomsforbund, ab 1969 mit Zusatz m-l) der Sozialistischen Volkspartei (damals Sosialistisk Folkeparti) hervor, der seit Ende der 60er Jahre einen pro-chinesischen Kurs eingeschlagen und sich ab 1969 mit Erklärungen in der Beijing Rundschau zu Wort gemeldet hatte. Die AKP(m-l) lehnte die Politik der Kommunistischen Partei der Sowjetunion und die auf die KPdSU ausgerichtete Kommunistische Partei Norwegens (NKP) als revisionistisch ab. Ideologisch folgte die Partei den Theorien von Karl Marx, Friedrich Engels, Wladimir Iljitsch Lenin, Josef Stalin und besonders den Ideen von Mao Zedong, die sie „im Klassenkampf in Norwegen anwenden“ wollte. Politische Vorbilder waren die KPdSU bis zum Tode Stalins, die Kommunistische Partei Chinas (KPCh), die Partei der Arbeit Albaniens (PdAA) und verschiedene Befreiungsbewegungen. Als ihr Jugendverband fungierte die Rød Ungdom.
Wegen der völligen Übereinstimmung mit der Politik der KPCh wurden mehrfach Parteidelegationen in die Volksrepublik China eingeladen, sowie Erklärungen, Grußbotschaften und Artikel aus den Parteiorganen in der Peking Rundschau abgedruckt. Besonderes Interesse erregten bei den chinesischen Kommunisten die Stellungnahmen der AKP(m-l) zur Politik der Sowjetunion, die zumeist aus chinesischen Publikationen abgeschrieben worden waren. Mehrmals wurde die Sowjetunion in den Zeitschriften der AKP(m-l) mit dem Deutschen Reich zur Zeit des Nationalsozialismus verglichen. In den späten 1970er Jahren unterstützte die AKP(m-l) aktiv Pol Pot, der für den damaligen Parteivorsitzenden Pål Steigan während seines Besuches in Phnom Penh am 29. September 1978 ein Bankett gab.
Die AKP(m-l) arbeitete in ihren Anfangsjahren eng mit anderen skandinavischen ML-Parteien zusammen, mit denen sie mehrmals Konferenzen abhielt. Sie gehörte auch der 1998 gegründeten Internationalen Konferenz Marxistisch-Leninistischer Parteien und Organisationen an und war somit eine Schwesterpartei der MLPD.
Ab 1973 beteiligte sich die AKP(m-l) im Rahmen einer Roten Wahlallianz (Rød Valgallianse / Raud Valallianse; RV) an den Wahlen zum Storting und erzielte dabei Ergebnisse zwischen 0,4 % (1973) und 1,7 % (1997). 1993 ergaben 1,1 % der Stimmen einen Sitz für die RV im norwegischen Parlament. Diesen einzigen Sitz der RV im Landesparlament erzielte Erling Folkvord in Oslo. Die Rote Wahlallianz gab für ihren landesweiten Wahlkampf 1993 insgesamt 600.000 Kronen aus, von denen zwei Drittel zur Unterstützung von Folkvords Wahlkampf in Oslo verwendet wurden.
Folkord war zuvor Stadtabgeordneter in Oslo für die rote Wahlallianz gewesen und war zudem jahrelanges Mitglied der AKP. Die RV verlor bei den Wahlen 1997, trotz Steigerung auf 1,7 % der Stimmen, ihr Mandat in Oslo.
Die AKP(m-l) besaß (zeitweilig) eine eigene Zeitung Klassekampen (anfangs monatlich, dann wöchentlich, heute täglich), eine theoretische Zeitschrift Røde Fane (Rote Fahne) und einen Verlag Oktober, in dem revolutionäres Schrifttum herauskam.
Die Mitgliederzahl ist nicht bekannt, allerdings sprechen einige Quellen von zuletzt 1500 Mitgliedern. Dass die Mitgliederschaft der AKP(m-l) zu einem großen Teil aus Hochschulabsolventen und Studenten bestand, konnte dadurch verschleiert werden, dass diese in den 70er Jahren zur Arbeit in Fabriken angehalten wurden. Die Partei wurde vom norwegischen Reichsnachrichtendienst beobachtet.
Der norwegische Politologe Bernt Hagtvet hält die Partei für mitverantwortlich für die Verbrechen der Roten Khmer, welche die Partei unterstützt habe, und kritisiert eine fehlende Aufarbeitung der kommunistischen Geschichte und Unterstützung für kommunistische Genozide.
Am 10. März 2007 fusionierte die AKP mit der Rød Valgallianse (RV) zur Partei Rødt.

## Vorsitzende
- Sigurd Allern (1973–1975)
- Pål Steigan (1975–1984)
- Kjersti Ericsson (1984–1988)
- Siri Jensen (1988–1992)
- Solveig Aamdal (1992–1997)
- Jorun Gulbrandsen (1997–2006)
- Ingrid Baltzersen (2006–2007)

## Bekannte Mitglieder
- Jon Michelet, Schriftsteller
- Egil Olsen, Fußballtrainer
- Dag Solstad, Schriftsteller

## Veröffentlichungen
- Norwegian Marxist-Leninists intensify the struggle against social-imperialism : resolution from the Workers' Communist Party (Marxist-Leninist), Norway, November 2-3, Oslo: Oktober 1975, ISBN 82-7094-097-6
- AKP(m-l)s tre første ar : vedtak, uttalelser og opprop fra AKP(m-l), febr. 1973 - mai 1975; tillegg: dokumenter fra Rød Valgallianse 1973 og 1975, Oslo: Oktober 1975, ISBN 82-7094-098-4
- Class struggle : international bulletin of WCP(m-l), Workers' Communist Party (Marxist-Leninist) Norway, Oslo: Oktober (1977–1985)

## Filme
- Genosse Pedersen (norwegisch: Gymnaslærer Pedersen, nach dem Roman von Dag Solstad), Regie: Hans Petter Moland, Spielfilm, Norwegen 2006